# George Thomas
George Thomas (Roscrea, Tipperary, Irlanda, vers 1756 - Barhampur, Índia, 22 d'agost de 1802) fou un aventurer irlandès que va servir a l'Índia com a mercenari al segle xviii i va arribar a raja d'Hansi.
Va entrar a la marina molt jove i als 25 anys (vers 1781) ja era quartermaster (contramestre); però va desertar a Madras (1782) i es va posar al servei dels poligars del Carnàtic.
Després es va dirigir al nord cap a Delhi on va entrar al servei de la begum Samru de Sardhana (1787) de la que va esdevenir l'amant i que el va nomenar comandant en cap del seu exèrcit i després d'alguns èxits militars el va fer gran visir. Quan Thomas va decidir casar-se amb la filla adoptada de la begum, va perdre el favor d'aquesta, però Thomas controlava l'exèrcit i podia fer qualsevol cosa; llavors la begum es va aliar a un aventurer napolità de nom Levasso i Thomas va haver d'abandonar la regió amb la seva cavalleria i guàrdia personal.
Va passar al servei de diversos nobles i especialment d'Appu Khandi Rao. El 1795 va ocupar Hansi on es va establir com a raja. Des de Haryana va combatre i derrotar l'exèrcit sikh del Panjab i va esdevenir virtual dictador del Panjab forçant als sikhs a pagar un tribut de dos milions de rúpies.
Però els sikhs es van reorganitzar i es va aliar als marathes; el general Pierre Cuillier-Perron, al servei de Sindhia de Gwalior va derrotar a Thomas prop d'Hansi, la qual fou assetjada. Thomas va demanar la pau i la va obtenir podent conservar els diners recaptat i pas lliure fins a territori neutral de la Companyia Britànica de les Índies Orientals. Va morir a Barhampur, en el camí cap al Ganges, el 22 d'agost de 1802.